# 沈邈
沈邈（1002年—1047年），字子山，信州弋陽（今屬江西）人。
二十六岁登進士，出任大理評事，历任大理丞、殿中丞、太常博士。仁宗時出為江山、侯官縣令，通判廣州、潭州，累遷屯田、都官員外郎。慶曆初年为侍御史，改兵部貟外郎，直史館，又拜侍御史、知雜事，賜緋衣、銀魚，待制天章閣，改刑部郎中。歷知福州、澶州，改任京東轉運按察使、河北、陝西都轉運使。後充鄜延路总管經略安撫使、兼知延州（今陕西延安），慶曆七年（1047年）卒於任上，年四十六。《宋史》評價其“疏爽有治才，然性少检。……然皆以酒失自累，故不能无贬焉。”
夫人钱氏，生四子：沈群玉、沈嘉玉、沈伯玉、沈夷玉。

## 延伸阅读
[在维基数据编辑]
 《宋史/卷302》，出自脱脱《宋史》